# جون ترافيس
جون ترافيس (بالإنجليزية: June Travis)‏ هي ممثلة أمريكية، ولدت في 7 أغسطس 1914 بشيكاغو في الولايات المتحدة، وتوفيت بنفس المكان في 14 أبريل 2008 بسبب سكتة.

## وصلات خارجية
- جون ترافيس على موقع IMDb (الإنجليزية)
- جون ترافيس على موقع ألو سيني (الفرنسية)
- جون ترافيس على موقع تيرنر كلاسيك موفيز (الإنجليزية)
- جون ترافيس على موقع أول موفي (الإنجليزية)
- جون ترافيس على موقع قاعدة بيانات الأفلام السويدية (السويدية)
- جون ترافيس على موقع قاعدة بيانات الفيلم (الإنجليزية)
- جون ترافيس على موقع كينوبويسك (الروسية)